# بانک اطلاعات فیلم دانمارک
بانک اطلاعات فیلم دانمارک (دانمارکی: Filmdatabasen) یک پایگاه داده است که در سال ۱۹۸۶ پایه‌گذاری شد و توسط «مؤسسهٔ فیلم دانمارک» مدیریت می‌شود و یک بانک اطلاعات برای فیلم‌های دانمارکی و از جمله صامت، کوتاه و مستند و همچنین هنرمندان سینمای این کشور است. تا سال ۲۰۱۴ میلادی، این بانک اطلاعات دربرگیرندهٔ حدود ۲۲٬۰۰۰ عنوان فیلم، ۱۰۶٬۰۰۰ هنرمند و ۶٬۰۰۰ شرکت فیلم‌سازی بود.